# Radim Wozniak
Radim Wozniak (* 29. ledna 1978) je český fotbalista, obránce.

## Fotbalová kariéra
V české lize hrál za FC Baník Ostrava, FK Mladá Boleslav a FC Hradec Králové. Nastoupil v 50 ligových utkáních. Gól v lize nedal. Dále hrál i za SK Dynamo České Budějovice, na Slovensku za FK Dukla Banská Bystrica a za MFK Frýdek-Místek.

## Ligová bilance
| Ročník                          | Zápasy | Góly | Klub                       |
| ------------------------------- | ------ | ---- | -------------------------- |
| Gambrinus liga 1998/99          | 2      | 0    | FC Baník Ostrava           |
| Gambrinus liga 1999/00          | 11     | 0    | FC Baník Ostrava           |
| Gambrinus liga 2000/01          | 9      | 0    | FC Baník Ostrava           |
| 2. česká fotbalová liga 2001/02 | 23     | 1    | SK Dynamo České Budějovice |
| 2. česká fotbalová liga 2003/04 | 25     | 1    | FK Mladá Boleslav          |
| Gambrinus liga 2004/05          | 8      | 0    | FK Mladá Boleslav          |
| 2. česká fotbalová liga 2006/07 | 14     | 0    | SK Hradec Králové          |
| 2. česká fotbalová liga 2007/08 | 28     | 0    | SK Hradec Králové          |
| 2. česká fotbalová liga 2008/09 | 22     | 0    | SK Hradec Králové          |
| 2. česká fotbalová liga 2009/10 | 26     | 0    | SK Hradec Králové          |
| Gambrinus liga 2010/11          | 10     | 0    | FC Hradec Králové          |
| CELKEM 1. liga                  | 50     | 0    |                            |